# Bibliohack
Bibliohack es un proyecto independiente de hardware abierto (Buenos Aires) que desarrolla recursos abiertos, materiales con insumos locales y escáneres de bajo costo que permitan digitalizar documentos para compartirlos en Internet en colaboración con bibliotecas, archivos y museos.

## Historia
Los fundadores de Bibliohack, Juan Pablo Suárez y Matías Butelman, al trabajar con colegas de universidades, se percataron que era necesario iniciar proyectos de digitalización, pero no disponían de recursos para adquirir equipos comerciales. Por ello, fue necesario desarrollar sus propios diseños, programas y procesos. En consecuencia, este proyecto combina saberes y prácticas de la cultura hacker, el software libre y las comunidades colaborativas que emergen de las redes, con el funcionamiento de las instituciones culturales tradicionales, como bibliotecas, museos o archivos. El desarrollo de hardware abierto para digitalización de libros tiene como referente el trabajo realizado en el 2009 por el ingeniero, artista y hacker Daniel Reetz y la comunidad de makers o también conocidos como entusiastas dedicados a construir este tipo de infraestructuras.
En el año 2019 Bibliohack realizó en el marco del encuentro del conocimiento abierto un escáner colaborativo para la Red de Bibliotecas de Bogotá BibloRed que funciona en la sala LABCO.  Este hardware es un recurso abierto para la alfabetización digital de usuarios de la ciudad y un instrumento para reflexionar sobre los procesos necesarios para abrir el conocimiento en ecosistemas digitales a la vez que pensar los procesos de construcción de memoria y preservación.

## Recursos abiertos
Bibliohack desarrolló un escáner construido con materiales como MDF y cámaras digitales compactas de gama media, el cual se destaca su cuna en V que permite la toma de copias de libros muy antiguos sin que sufran daño en su costura. El escáner permite la captura del material que luego es procesado en una PC mediante un software de código abierto y está construido con elementos (maderas, hardware y terminaciones) que se consiguen fácilmente en cualquier comercio. Asimismo, los planos de este aparato están publicados en internet y son libres para que se pueda replicar y construir en otros lugares.
Los escáneres de tecnología abierta son una alternativa a los equipos comerciales que resultan mucho más costosos y ofrecen las ventajas propias de cualquier hardware abierto: pueden ser construidos, modificados y mejorados por uno mismo.
También los integrantes de Bibliohack implementan sistemas de gestión de colecciones basados en software libre y fomenta la creación de redes colaborativas entre las instituciones encargadas de preservar el patrimonio cultural. El objetivo es facilitar el intercambio de conocimientos técnicos y logísticos para digitalizar las colecciones y publicarlas en línea, promoviendo la adopción de estrategias conjuntas para hacer sustentable el proyecto.